# 中浜葉月
中濱 葉月（なかはま はづき、1970年8月9日 - ）は朝日放送の元アナウンサー。 現在、東京支社編成部所属。

## 来歴・人物
兵庫県出身。神戸大学教育学部附属住吉中学校（現：神戸大学附属中等教育学校）、大阪教育大学附属高等学校池田校舎を経て（同期に丸川珠代）、京都大学文学部卒業後の1993年に朝日放送へアナウンサーとして入社。『ABC News Report』、『ワイドABCDE〜す』内のニュース番組『ワイド630』、『NEWSゆう』などのテレビ番組に出演。2001年に東京支社編成部へ異動、一旦アナウンサーとしては現場を離れる。
2005年10月から、東京支社編成部所属のまま兼務という形でアナウンサーとしての業務に復帰。ラジオ番組『流星倶楽部』のアシスタントを務めていた。また、2010年3月までテレビの通販番組『評判!なかむら屋』にも出演していた。現在は再び編成の仕事に専念している。

## 過去の出演番組
- 『ABC News Report』
- 『ワイドABCDE〜す』（番組内のニュース番組「ワイド630」、「NEWSゆう」）
- 『流星倶楽部』
- 『評判!なかむら屋』